# Félicien Marceau
Félicien Marceau, geboren als Louis Carette (Kortenberg, 16 september 1913 – 7 maart 2012) was een van oorsprong Belgisch, maar later Frans roman- en toneelschrijver en essayist. Hij studeerde in Leuven, eerst aan het Heilige-Drievuldigheidscollege, nadien aan de Katholieke Universiteit Leuven. Van 1936 tot 1942 was hij verbonden aan het Nationaal Instituut voor de Radio-omroep. Na de oorlog werd hij aangesproken op zijn radiowerk tijdens de bezetting. Hij vluchtte naar Italië, nadien naar Frankrijk waar hij de naam Félicien Marceau aannam en de Franse nationaliteit kreeg. Op 27 november 1975 werd hij verkozen tot lid van de Académie française.

## Biografie

### Belgische periode
- 1942 - Cadavre exquis, roman
- 1942 - Le Péché de Complication, roman
- 1943 - Naissance de Minerve, essai

### Franse periode
- 1948 - Chasseneuil, roman
- 1949 - Casanova ou l'anti-Don Juan, essai
- 1951 - Capri petite île, roman
- 1951 - Chair et cuir, roman
- 1951 - L'École des moroses, theaterstuk
- 1952 - L'Homme du roi, roman, Prix de la Fondation Del Duca
- 1953 - Bergère légère, roman
- 1953 - En de secrètes noces, novelle
- 1954 - Caterina, théâtre, prix Pellman 1954
- 1955 - Balzac et son monde, essai
- 1955 - Les Élans du cœur, roman, Prix Interallié 1955
- 1956 - L’Œuf, theaterstuk, gebaseerd op roman Chair et cuir, met vertalingen door o.a. Remco Campert, Het Ei
- 1957 - Les Belles natures, novelle
- 1958 - La Bonne Soupe, theaterstuk
- 1960 - L'Étouffe-Chrétien, theaterstuk
- 1962 - Les Cailloux, theaterstuk gebaseerd op zijn roman Capri, petite île
- 1964 - La Preuve par quatre, theaterstuk
- 1965 - Madame Princesse, theaterstuk
- 1966 - Un Jour, j'ai rencontré la vérité, theaterstuk
- 1968 - Les Années courtes, memoires, ook over zijn Kortenbergse periode
- 1969 - Creezy, roman, Prix Goncourt 1969, vertaling  Crazy Creezy
- 1969 - Le Babour, theaterstuk
- 1972 - L’Homme en question, theaterstuk, vertaling De man in kwestie
- 1972 - L’Ouvre-boîte, theaterstuk
- 1975 - Le Corps de mon ennemi, roman
- 1984 - Appelez-moi mademoiselle, roman
- 1987 - Les Passions partagées, roman
- 1989 - Un Oiseau dans le ciel, roman
- 1992 - Les Ingénus, novelle
- 1993 - La Terrasse de Lucrezia, prix Jean Giono 1993
- 1994 - Le Voyage de noce de Figaro
- 1997 - La Grande fille, roman
- 1998 - La Fille du pharaon, fabels
- 2000 - L'Affiche, roman

- Bibsys: 90179162
- Bibliothèque nationale de France: cb119143910 (data)
- Catàleg d'autoritats de noms i títols de Catalunya: 981058529528606706
- CiNii: DA01551189
- Gemeinsame Normdatei: 119431688
- International Standard Name Identifier: 0000 0001 2026 292X
- Library of Congress Control Number: n50044419
- Nationale Bibliotheek van Letland: 000085072
- Bibliotheek van het Japanse parlement: 00448779
- Nationale Bibliotheek van Tsjechië: jn20000603888
- Nationale bibliotheek van Australië: 35202244
- Nationale Bibliotheek van Israël: 987007275464205171
- Nationale en Universitaire bibliotheek Zagreb: 000178472
- Nederlandse Thesaurus van Auteursnamen: 068967837
- Réseau des bibliothèques de Suisse occidentale: 02-A000110220
- Istituto Centrale per il Catalogo Unico: RAVV018547
- LIBRIS: 335773
- SNAC: w61g1fs1
- Système universitaire de documentation: 033279071
- Trove: 862988
- Virtual International Authority File: 56613421
- WorldCat: E39PBJcWpDFMDpQqmB8Hvm3mh3